# Mouth Music
Mouth Music es un proyecto musical escocés, que fusiona la tradición vocal llamada puirt à beul (música vocal) procedente de Escocia, Irlanda y la Isla de cabo Bretón Nueva Escocia, con instrumentos electrónicos contemporáneos creando un sonido innovador. Su popularidad se acrecienta en la década de 1990.

## Martin Swan y Talitha MacKenzie
Fundado en 1988, este proyecto en sus comienzos nace como un dúo integrado por el compositor británico de ascendencia escocesa Martin Swan quien tras haber conocido a la cantante Talitha MacKenzie en South Uist le propuso la idea de crear un dúo con el fin de fusionar sus talentos. La mayoría de sus primeras composiciones están basadas en el folclore gaélico y celta. Gracias a sus estudios en Edimburgo sobre las culturas gaélica y escocesa, MacKenzie descubrió numerosas canciones tradicionales pertenecientes a dichas culturas que sirvieron de inspiración para la banda.
En 1991 es lanzado su álbum debut homónimo "Mouth Music" por la compañía discográfica Triple Earth y producido por Chic Medley, creando una exquisita fusión de sonidos experimentales y canciones tradicionales gaélicas que junto con la voz de la cantante Talitha MacKenzie causaría una gran aceptación entre los admiradores de la música folclórica y World Music. Este y otros proyectos han sido catalogados como "música antigua afro-celta" por estar incluidos también elementos musicales africanos. El músico escocés Martyn Bennett también contribuyó en el álbum, tocando las gaitas y el violín. 

## MacKenzie abandona el proyecto
Swan y MacKenzie se separaron en junio de 1991, esta última sigue su carrera en solitario mientras que Swan continua el proyecto con el nombre de Mouth Music. Talitha MacKenzie tras retirarse del proyecto es reemplazada por Rowan Michaela y Jackie Joyce esta última con grandes capacidades vocales para la música celta, lo cual es muy importante para la supervivencia de este estilo. 
Mouth Music graba su segundo álbum "Mo-Di" producido por Martin Swan y Stuart Hamilton, que fue tan exitoso como su antecesor y encabezó las listas de álbumes de World Music del Billboard. El título es la transcripción fonética del nombre de una de las canciones, "Maudit" que es la palabra francesa para "maldito".
La banda, ahora con sus nuevos miembros, se aleja de los sonidos tradicionales gaélicos de su primer álbum, incluyendo más elementos del funk, con una fusión de música africana y francesa, con voces menos poderosas pero aún con las costumbres del tradicional puirt-un Beul. 

## Discografía

### Álbumes
- Mouth Music (1991) 1990 (Triple Earth/Rykodisc)
- Mo-Di (1993) (Triple Earth/Rykodisc)
- Move On EP (1994)
- Seafaring Man (2001) (Meta 4/Nettwerk)
- The Scrape (2003) (Skitteesh)
- The Order of Things (2005) (Skitteesh)

### Sencillos y EP
- Blue Door Green Sea EP (1992)
- Shorelife (1995) (Triple Earth)